# Barwick Valley
Das Barwick Valley ist ein eisfreies Tal im ostantarktischen Viktorialand. Nördlich der Apocalypse Peaks erstreckt es sich vom Webb-Gletscher bis zum Victoria Valley. 
Benannt wurde es anlässlich einer von 1958 bis 1959 durchgeführten Kampagne im Rahmen der neuseeländischen Victoria University’s Antarctic Expeditions nach dem Biologen Richard Essex Barwick (1929–2012), Teilnehmer dieser und der Commonwealth Trans-Antarctic Expedition (1955–1958).